# Ludwig Wrede
Ludwig Wrede (28 de outubro de 1894 – 1 de janeiro de 1965) foi um patinador artístico austríaco, que competiu em provas individuais e de duplas. Ele conquistou uma medalha de bronze olímpica em 1928 ao lado de Melitta Brunner, e sete medalhas em campeonatos mundiais, sendo duas de ouro e uma de bronze nas duplas com Herma Szabo, duas de prata e uma de bronze com Melitta Brunner,  e uma de bronze no individual.

## Principais resultados

### Individual masculino
| Resultados                                            | Resultados    | Resultados    | Resultados        | Resultados       | Resultados       | Resultados    | Resultados    | Resultados    | Resultados        | Resultados       | Resultados        | Resultados    |
| Internacional                                         | Internacional | Internacional | Internacional     | Internacional    | Internacional    | Internacional | Internacional | Internacional | Internacional     | Internacional    | Internacional     | Internacional |
| Evento/Temporada                                      | 1913– 1914    |               | 1921– 1922        | 1922– 1923       | 1923– 1924       | 1924– 1925    | 1925– 1926    | 1926– 1927    | 1927– 1928        | 1928– 1929       | 1929– 1930        |               |
| ----------------------------------------------------- | ------------- | ------------- | ----------------- | ---------------- | ---------------- | ------------- | ------------- | ------------- | ----------------- | ---------------- | ----------------- | ------------- |
| Jogos Olímpicos                                       |               |               |                   |                  |                  |               |               | 8.º           |                   |                  |                   |               |
| Campeonato Mundial                                    |               |               | 5.º               | 5.º              | 7.º              | 6.º           | 6.º           | 6.º           | Medalha de bronze | 5.º              |                   |               |
| Campeonato Europeu                                    | 5.º           |               |                   | Medalha de prata | 5.º              |               |               | 4.º           | Medalha de bronze |                  |                   |               |
| Nacional                                              |               |               |                   |                  |                  |               |               |               |                   |                  |                   |               |
| Campeonato Austríaco                                  |               |               | Medalha de bronze | Medalha de ouro  | Medalha de prata |               |               |               |                   | Medalha de prata | Medalha de bronze |               |
|                                                       |               |               |                   |                  |                  |               |               |               |                   |                  |                   |               |
| Legenda: Competição não foi disputada nesta temporada |               |               |                   |                  |                  |               |               |               |                   |                  |                   |               |

### Duplas

#### Com Melitta Brunner
| Resultados                                            | Resultados        | Resultados      | Resultados       | Resultados        | Resultados       | Resultados        | Resultados      | Resultados    | Resultados    | Resultados    | Resultados    | Resultados    |
| Internacional                                         | Internacional     | Internacional   | Internacional    | Internacional     | Internacional    | Internacional     | Internacional   | Internacional | Internacional | Internacional | Internacional | Internacional |
| Evento/Temporada                                      | 1921– 1922        | 1922– 1923      | 1923– 1924       |                   | 1927– 1928       | 1928– 1929        | 1929– 1930      |               |               |               |               |               |
| ----------------------------------------------------- | ----------------- | --------------- | ---------------- | ----------------- | ---------------- | ----------------- | --------------- | ------------- | ------------- | ------------- | ------------- | ------------- |
| Jogos Olímpicos                                       |                   |                 |                  | Medalha de bronze |                  |                   |                 |               |               |               |               |               |
| Campeonato Mundial                                    |                   |                 |                  | Medalha de bronze | Medalha de prata | Medalha de prata  |                 |               |               |               |               |               |
| Nacional                                              |                   |                 |                  |                   |                  |                   |                 |               |               |               |               |               |
| Campeonato Austríaco                                  | Medalha de bronze | Medalha de ouro | Medalha de prata |                   |                  | Medalha de bronze | Medalha de ouro |               |               |               |               |               |
|                                                       |                   |                 |                  |                   |                  |                   |                 |               |               |               |               |               |
| Legenda: Competição não foi disputada nesta temporada |                   |                 |                  |                   |                  |                   |                 |               |               |               |               |               |

#### Com Herma Szabo
| Resultados           | Resultados      | Resultados        | Resultados      | Resultados    | Resultados    | Resultados    | Resultados    | Resultados    | Resultados    | Resultados    | Resultados    | Resultados    |
| Internacional        | Internacional   | Internacional     | Internacional   | Internacional | Internacional | Internacional | Internacional | Internacional | Internacional | Internacional | Internacional | Internacional |
| Evento/Temporada     | 1924– 1925      | 1925– 1926        | 1926– 1927      |               |               |               |               |               |               |               |               |               |
| -------------------- | --------------- | ----------------- | --------------- | ------------- | ------------- | ------------- | ------------- | ------------- | ------------- | ------------- | ------------- | ------------- |
| Campeonato Mundial   | Medalha de ouro | Medalha de bronze | Medalha de ouro |               |               |               |               |               |               |               |               |               |
| Nacional             |                 |                   |                 |               |               |               |               |               |               |               |               |               |
| Campeonato Austríaco | Medalha de ouro | Medalha de ouro   |                 |               |               |               |               |               |               |               |               |               |